# Činov

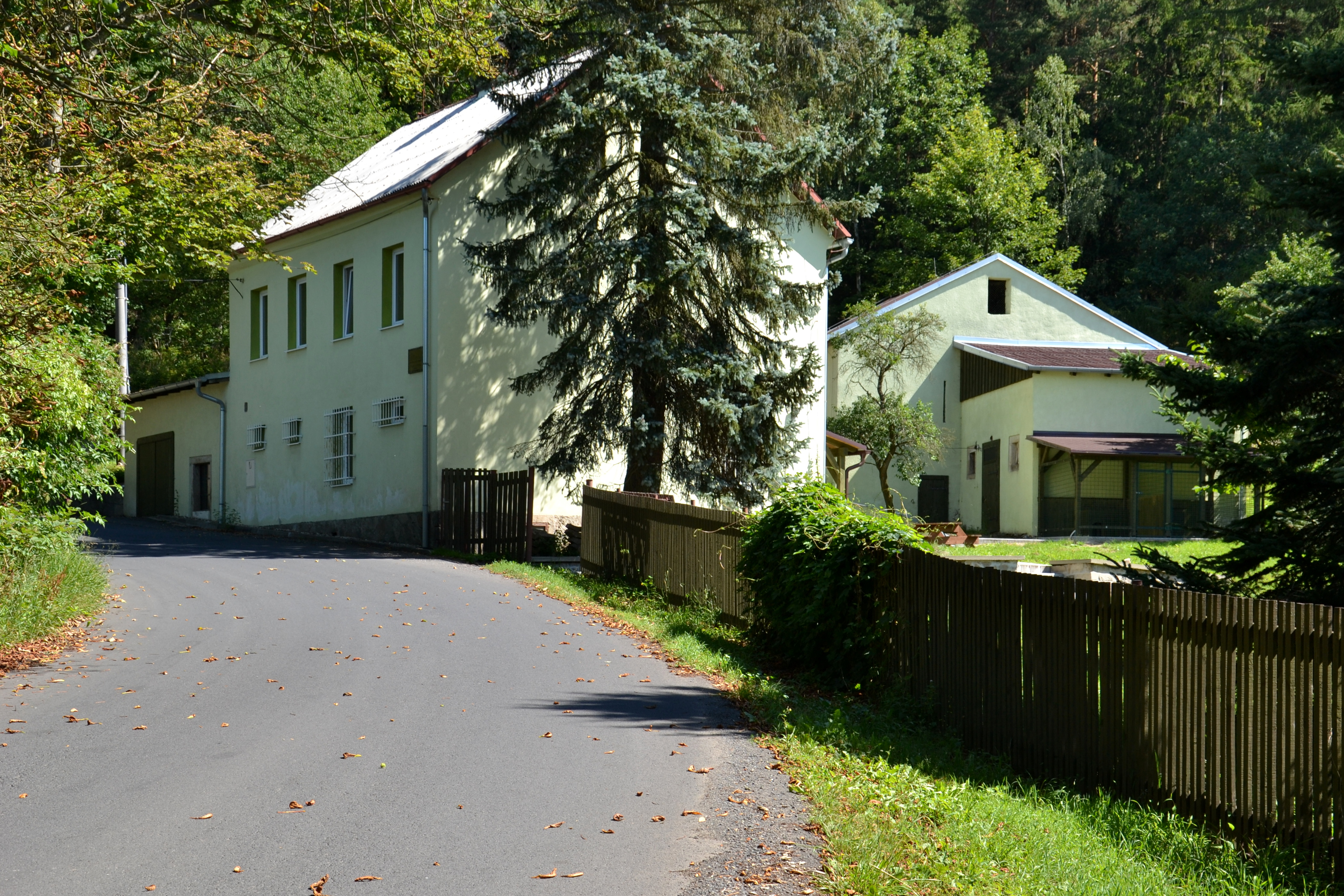
Haus Nr. 2

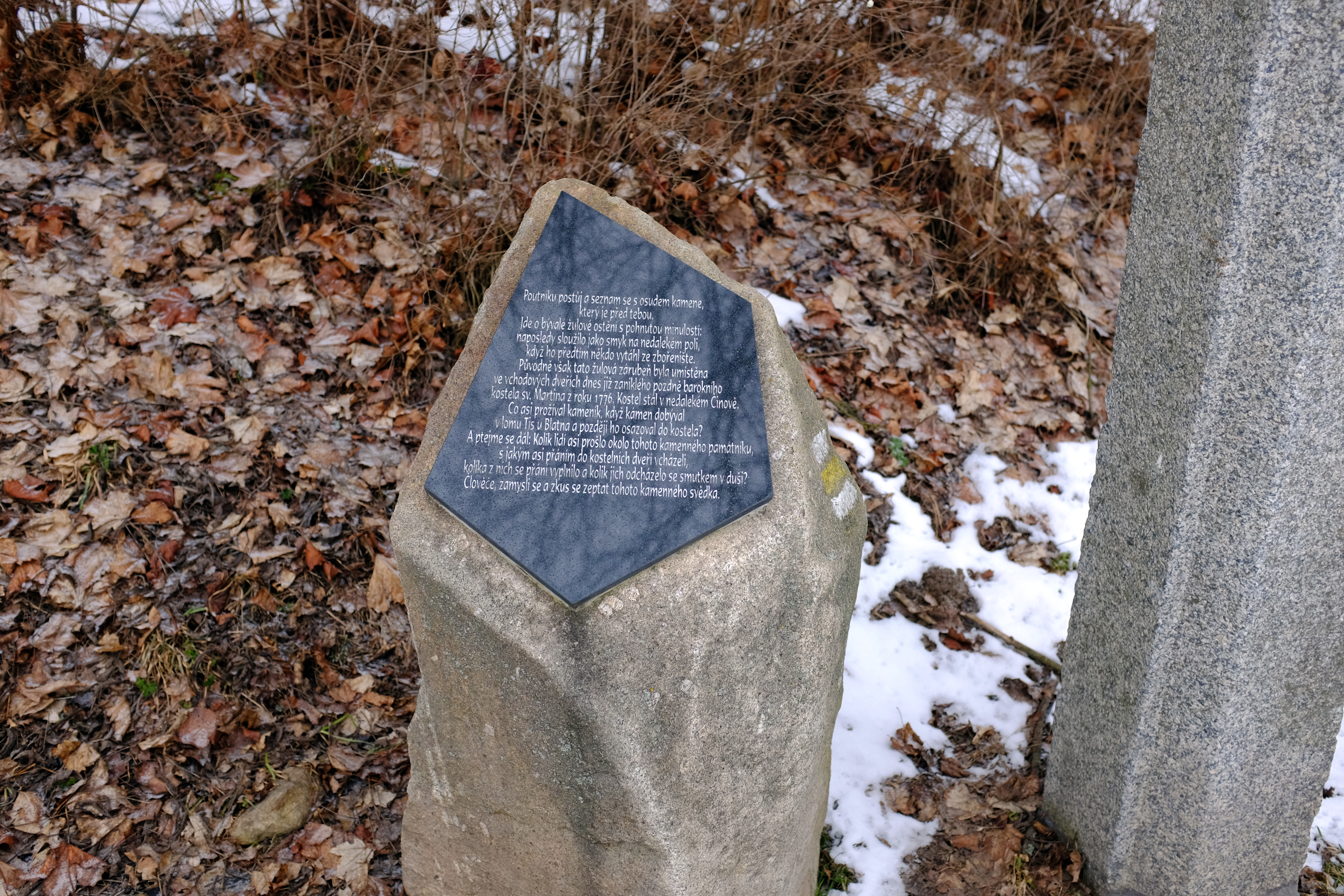
Gedenkstein für die zerstörte Kirche St. Martin

Činov (tschechisch früher auch Šenov, deutsch Schönau) ist ein Ortsteil der Gemeinde Doupovské Hradiště  im Okres Karlovy Vary, Tschechien.

## Geographie
Činov liegt an einem bewaldeten Hang am Südwestrand des Duppauer Gebirges (Doupovské Hory), in einer Höhe von etwa 625 m über dem Meeresspiegel. Entsprechend rau ist das Klima. Durch Činov fließt der Mlýnský potok (Au-Bach), ein Zufluss zum Lomnický potok. Nördlich erhebt sich die Podkova (Schottenberg, 749 m n.m.), im Nordosten der U Borovic (748 m n.m.) und Vysoká pláň (Hohe Egge, 890 m n.m.) sowie östlich der Plešivec (Plesselberg, 842 m n.m.). Drei km südwestlich von Schönau verläuft die Silnice I/6 von Karlsbad  nach Bochov und weiter nach Prag.
Nachbardörfer sind (mit Luftlinien-Entfernung und Himmelsrichtung von Činov aus): 3 km N: Lučiny (Hartmannsgrün);   2 km SO: die Wüstung Dlouhá (Langgrün);   2 km S: Stružná (Gießhübel);   2 km SW: Žalmanov (Sollmus);   3 km W Andělská Hora (Engelhaus).

## Geschichte
Am 31. Juli 1326 gründete das Zisterzienserkloster Ossegg das Dorf Schönau („In der Schönen Au“) mit 16 Bauernhöfen. Die Hussitenkriege beendeten die Klosterherrschaft, und 1461 kam Schönau zur Herrschaft Engelsburg. Im 16. Jahrhundert wurde Schönau protestantisch; etwa zur selben Zeit verlegte die Herrschaft Engelsburg ihren Sitz in das neu erbaute Schloss Gießhübel und nannte sich von 1622 an „Herrschaft Gießhübel“. 1623 wurde Schönau wieder katholisch und blieb es bis 1945.
Die Schönauer waren bis 1945 (mit wenigen zeitweiligen Ausnahmen) ethnisch deutsch; ihre Mundart gehört zum nordbairischen Sprachgebiet. Nach dem Ende des Zweiten Weltkrieges wurden sie vertrieben und ihr Ort wurde bis 1956 zerstört und eingeebnet.
Die meisten Schönauer und ihre Nachkommen leben heute in Deutschland. Im Zuge der Verkleinerung der Truppenübungsplätze wurde Činov ab 2016 zum Ortsteil der neuen Gemeinde Doupovské Hradiště. Činov besteht heute aus zwei Häusern.

### Kreis- bzw. Bezirkszugehörigkeit
Der Ort gehörte bis 1918 zum Kronland Böhmen, 1918 bis 1938 zur Ersten Tschechoslowakischen Republik, 1938 bis 1945 zum deutschen Reichsgau Sudetenland, und danach wieder zur Tschechoslowakischen Republik bzw. zu deren Nachfolgestaaten. Činov liegt heute in der Tschechischen Republik (tsch.: Česká republika), in deren westlichstem Kreis (tsch.: Karlovarský kraj; Karlsbader Kreis).
Die alten großen böhmischen Kreise existierten ab etwa der Mitte des 14. Jahrhunderts bis 1862; ab 1850 (also nach der Revolution von 1848) spielten sie aber keine Rolle mehr in der Verwaltung, sondern wurden durch die neue Landeseinteilung in Politische Bezirke (der Exekutive) ersetzt, von denen jeder aus einem oder mehreren Gerichtsbezirken (der Judikative) bestand. Schönau gehörte ab ca. 1350 bis 1751 zum Saatzer Kreis, 1751 bis 1850 zum Elbogener Kreis.
Von 1850 bis 1938 (also auch nach Gründung der Ersten Tschechoslowakischen Republik im Jahre 1918) gehörte Schönau zum Politischen Bezirk Luditz und dessen Gerichtsbezirk Buchau. 1938 wurde das Sudetenland zu einem Gau des Deutschen Reiches, welcher nun (wie Deutschland) in Stadt- und Landkreise eingeteilt wurde, wobei die neuen Landkreise größer als die bisherigen Bezirke, aber kleiner als die alten böhmischen Großkreise waren. Nun gehörte Schönau bis Mai 1945 zum Landkreis Luditz im Regierungsbezirk Eger des Reichsgaues Sudetenland.
Nach dem Ende des Zweiten Weltkrieges im Mai 1945 wurde das Sudetenland erneut ein Teil der Tschechoslowakischen Republik und erhielt zunächst wieder die alte Bezirkseinteilung.

### Herrschafts-Zugehörigkeit
Schönau gehörte ab seiner Gründung (1326) zum Klosterhof Schömitz des böhmischen Zisterzienserklosters Ossegg, einem Tochterkloster des Stiftes Waldsassen in Bayern. 1461 kam Schönau zur Herrschaft Engelsburg (mit Sitz in Engelhaus). Die Herrschaft verlagerte im 16. Jahrhundert ihren Sitz nach Gießhübel und nannte sich ab 1622 Herrschaft Gießhübel. Schönau blieb ein Dorf der Herrschaft Gießhübel bis zur Revolution von 1848, als die Grundherrschaften in Böhmen aufgelöst wurden.

### Pfarramts-Zugehörigkeit
Die Schönauer waren (außer während einiger Jahrzehnte um 1600, und abgesehen von vorübergehend in Schönau wohnenden jüdischen Familien) katholisch. In Schönau selbst gab es kein Pfarramt, wohl aber schon sehr früh eine Kapelle. Bis 1783 war das Pfarramt in Engelhaus für Schönau zuständig, danach bis mindestens 1945 das neu eingerichtete Pfarramt in Sollmus. 1785 wurde in Schönau die bis etwa 1956 existierende Filialkirche (Hl. Martin) errichtet.

## Dokumentation und Literatur

### Bibliografie
- „Gedenkbuch der Gemeinde Schönau“; Eine Gesamtchronik der Gemeinde Schönau, 1926 in Auftrag gegeben durch die Gemeinde Schönau, anlässlich der 600-Jahr-Feier der Ortsgründung, erstellt und weitergeführt durch mindestens zwei Chronisten. Eine digitalisierte, zusätzlich transliterierte und erweiterte Ausgabe, steht u. a. auf der „Heimatkundlichen CD zum Egerland“ zur Verfügung.
- „Heimatkundliche CD zum Egerland“ von Ewald Keil, erstellt ab Dezember 2000. Enthält in digitalisierter Form drei nicht wieder auflegbare Bücher zum Egerland, darunter das gesamte „Gedenkbuch der Gemeinde Schönau“, mit zusätzlichen Informationen

### Archivalien und zugehörige Archive
- Kirchenbücher:
  - im Staatlichen Pilsener Regionalarchiv (tsch.: Státní oblastní archiv v Plzni), unter Pfarrei Engelhaus (tsch.: Andělska Hora) bzw. Sollmus (tsch.: Žalmanov). Die Bücher wurden deutsch geführt. (Zeitrahmen s. o.)
- Grundbücher, Kaufbücher etc.:
  - in der Außenstelle Pomuk (tsch.: Nepomuk) des Státní oblastní archiv v Plzni;
  - ein Teilverzeichnis davon ist auf der „Heimatkundlichen CD zum Egerland“ beim „Gedenkbuch der Gemeinde Schönau“.
- „Untertanenverzeichnis nach dem Glauben“ (tsch.: „Soupis poddaných podle víry“) von 1651 (auch „Seelenlisten“ genannt) und „Steuerrollen“ (tsch.: Berní rula) von 1654 usw.: ** im Staatlichen Zentralarchiv in Prag (tsch.: Státní ústřední archiv v Praze).
- Herrschaftsdokumente sind von manchen Herrschaftsinhabern in ihr eigenes Familienarchiv mitgenommen worden, auch wenn dieses nicht in der Region Pilsen liegt. So sind z. B. Archivalien aus der Zeit, als die Grafen Czernin die Herrschaft Gießhübel innehatten, in das Czerninsche Familienarchiv gelangt. Dies ist heute im staatlichen Archiv in Neuhaus (tsch.: Jindřichův Hradec).